# Баньков, Максим Дмитриевич
Максим Дмитриевич Баньков (27 февраля 1998, Красноярск — 23 ноября 2022, Москва) — российский бобслеист, член сборной России по бобслею.

## Биография
Максим Баньков родился 27 февраля 1998 года в Красноярске.
С раннего возраста юноша проявлял интерес к спорту, поэтому параллельно с местной средней школой № 76 он учился и в спортивной школе олимпийского резерва по санным видам спорта.
После СШОР по санным видам спорта путь Максима лежал в региональный центр спортивной подготовки «Академия зимних видов спорта». В октябре 2015 года по результатам Кубка России, он был включён в юниорскую сборную России по бобслею.
Баньков множество раз выступал на юниорских первенствах, чемпионатах страны, а позже перешёл во взрослую сборную России по бобслею, где успел выступить на соревнованиях несколько раз.
Скоропостижно ушёл из жизни 23 ноября 2022 года в московской больнице. Причиной смерти оказался рак. У молодого спортсмена диагностировали запущенную лимфому, лечение было оказано слишком поздно.

## Соревнования
- Красноярские спортсмены забрали 3 медали на первенстве Европы по бобслею[3] (серебро)
- Воронежские бобслеисты победили на всероссийском турнире в Павловске[4] (3 место)
- Братчанин стал вторым на первенстве Европы по бобслею[6] (2 место)